# Teruel (diario)
Teruel fue un periódico español editado en la localidad homónima entre 1923 y 1931.

## Historia
Nacido en 1923, fue una publicación de corte monárquica. Durante la dictadura de Primo de Rivera ejerció como órgano de la Unión Patriótica (UP) y del propio régimen. Tras la caída de la dictadura pasó a convertirse en órgano de la Unión Monárquica Nacional, partido sucesor de UP. Continuaría editándose hasta su desaparición en 1931.